# Amalie Ihle Alstrup
Amalie Ihle Alstrup, född den 14 juni 1980 i Amager i Danmark, är en dansk dubbare av tecknad film och tidigare barnskådespelare.

## Filmografi (urval)
- 1989 – Miraklet i Valby
- 1991 – Rebellerna från S:t Petri
- 1995 – Operation Cobra